# Disphyma
Disphyma (лат.) (возможное русскоязычное название — Дисфима) — род суккулентных растений семейства Аизовые (Aizoaceae), произрастающий на территории Австралии, Новой Зедандии и ЮАР.

## Название
Родовое латинское (научное) название Disphyma происходит от греческого dis- —«двойной», и греческого phyma — «опухоль» или «отек». Это обусловлено наличием двух больших выпадающих тел плодовых коробочек у большинства видов данного рода.

## Ботаническое описание

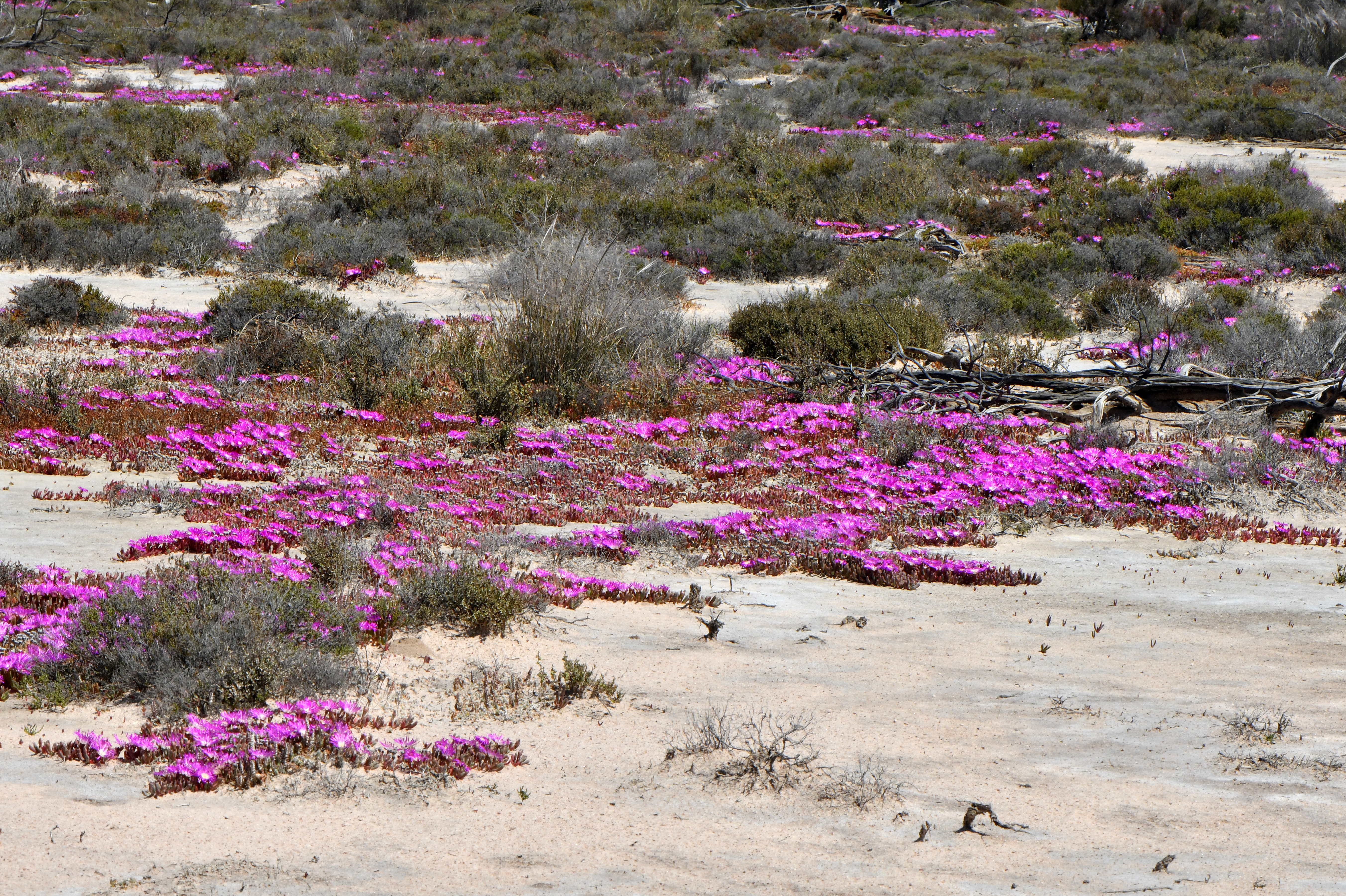
Disphyma crassifolium

Представители рода — низкорослые многолетние растения, образующие плотные коврики с междоузлиями длиной 20-30 мм. Листья длиной до +/- 30 мм, ярко-зеленые, супротивные, трехгранные, иногда с мелким окаймлением у основания. На свету имеют прозрачные точечные области.
Цветки располагаются по 1-3 на верхушках стеблей и имеют диаметр около +/- 4 см. Цветоножки достигают длины до +/- 3 см, они двудольные. Цветки открываются в полдень и закрываются к вечеру. Чашелистиков 5, и они неравные. Лепестки линейные, с закругленными концами, окраска варьирует от розового до фиолетового цвета. У цветка имеется глубокое зубчатое кольцо нектарника. Завязь цветка выпуклая в верхней части; рыльце состоит из 5 шиловидных частей, перистых, длиной до +/- 4 мм. Плод представляет собой пятигнездную коробочку, схожую с плодами растений рода Mitrophyllum; окраска бледно-желтая. Семена +/- яйцевидные.
Число хромосом х = 9 (полиплоидия).

## Интродукция
Представители рода были интродуцированы на Азорские острова, Балеарские острова, Канарские острова, а также в страны Франция, Великобритания, Марокко, Португалия, Испания и Тунис.

## Таксономия

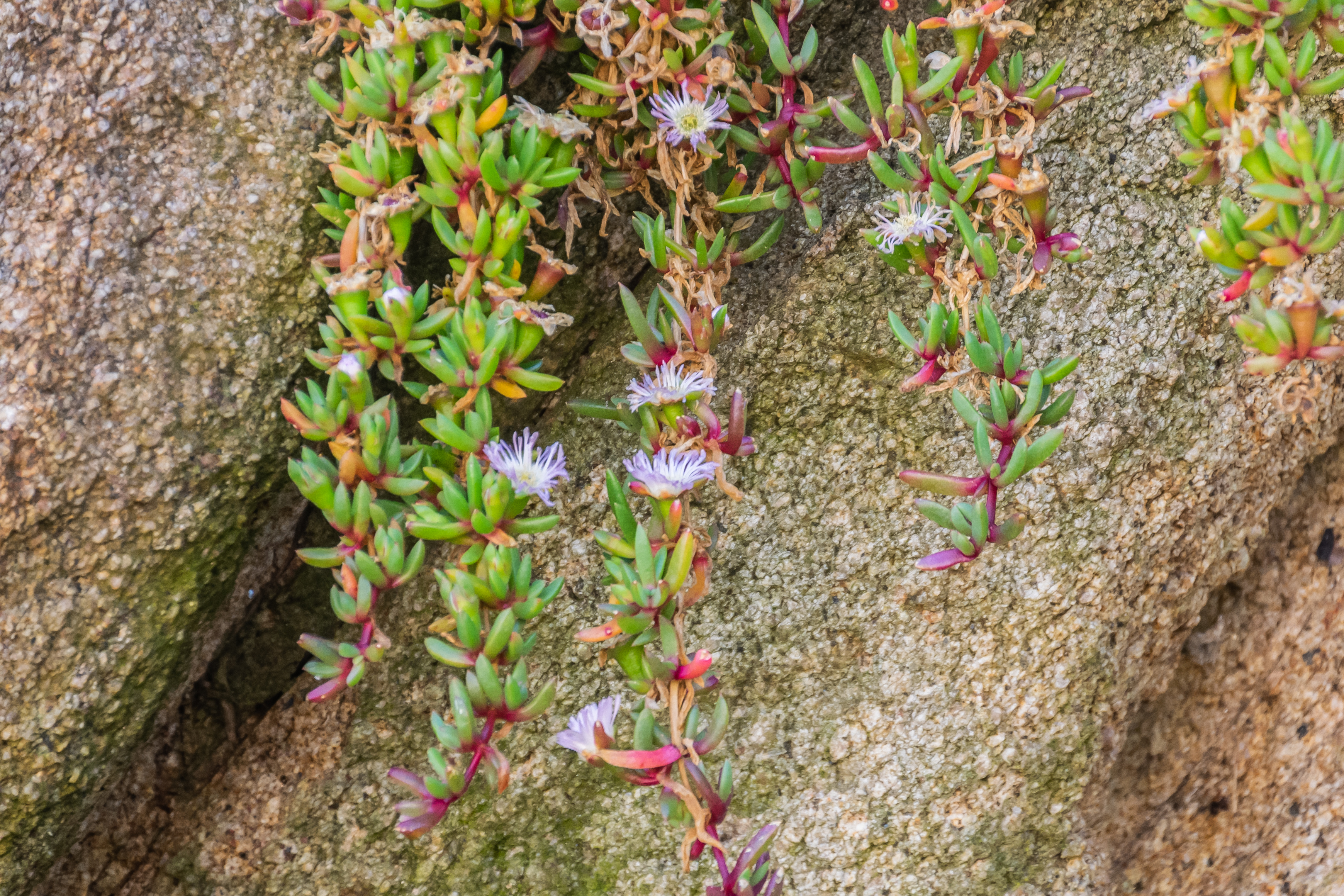
Disphyma australe

Disphyma N.E.Br., первое упоминание в Gard. Chron., ser. 3, 78: 433. 1925. Род входит в подсемейство Ruschioideae.

### Виды
Согласно данным сайта «Список растений Мировой флоры онлайн» на июнь 2023 года, род состоит из 5 видов:
- Disphyma australe (Sol. ex Aiton) J.M.Black
- Disphyma clavellatum (Haw.) Chinnock
- Disphyma crassifolium (L.) L.Bolus typus
- Disphyma dunsdonii L.Bolus
- Disphyma papillatum Chinnock